# Last Word
Last Word là một chương trình radio cáo phó của đài BBC được phát sóng hàng tuần trên đài Radio 4. Mỗi tuần, cuộc đời của một số người nổi tiếng vừa qua đời sẽ được tóm tắt và những người biết họ sẽ được phỏng vấn. Chương trình thường được dẫn bởi Matthew Bannister, mặc dù trong một vài trường hợp, nó đã được dẫn bởi những người khác như Kate Silverton hoặc Julian Worricker. Chương trình được phát sóng lần đầu tiên vào ngày 10 tháng 2 năm 2006.